# Baia Novgorodskaja
La baia Novgorodskaja (in russo бухта Новгородская?) è un'insenatura situata nella parte nord-orientale del golfo di Possiet, sulla costa occidentale del golfo di Pietro il Grande, in Russia. Si affaccia sul mar del Giappone e appartiene al Territorio del Litorale (Circondario federale dell'Estremo Oriente).

## Geografia
La baia Novgorodskaja è una baia interna a nord della baia Rejd Pallada, racchiusa tra la terraferma e la penisola di Krabbe (полуостров Краббе) che è lunga 13 km. La penisola Novgorodskij (полуостров Новгородский), a nord-ovest, con la sua lunghezza di 5 km, separa la baia Novgorodskaja dalla baia Ėkspedicii.
L'ingresso alla baia Novgorodskaja è a ovest tra capo Šelecha (мыс Шелеха), punto meridionale della penisola Novgorodskij dove si trova l'insediamento di Pos'et, e capo Astaf'eva (мыс Астафьева), estremo punto occidentale della penisola di Krabbe, e si trova di fronte al punto d'accesso alle altre due baie vicine: Ėkspedicii e Rejd Pallada. La baia Novgorodskaja è molto frastagliata e racchiude al suo interno altre insenature, tra cui le baie Postovaja e Port-Pos'et (Постовая, Порт-Посьет). Ha una lunghezza di 12 km e una larghezza che va da 1 a 4 km; la profondità massima nella parte occidentale è di 10 m, ma è generalmente meno di 3 m nella parte orientale. A ovest di capo Astaf'eva si trova la piccola isola di Čerkavskij (остров Черкавского; 42°37′59″N 130°48′11″E).

## Storia
La baia è stata scoperta nel 1854 dalla spedizione del vice-ammiraglio Evfimij Vasil'evič Putjatin a bordo della fregata Pallada (in italiano Pallade). È stata descritta nel giugno 1859 durante la spedizione topografica del generale Konstantin Faddeevič Budogosskij  e quella marittima del generale Nikolaj Nikolaevič Murav'ëv-Amurskij il quale ha dato il nome alla baia. Nel 1860 fu fondato il porto, l'odierno Pos'et, che portava all'inizio due nomi: Novgorodskij-Pos'et.